# Festas do Espírito Santo
A Festa do Espírito Santo é uma característica da vida dos Açores, ajudaram a desenvolver um sentido de comunidade característico da cultura das ilhas. Os emigrantes e seus familiares, na América do Norte e em Portugal, costumam regressar às ilhas para a celebrarem.
Em geral uma criança é coroada na igreja paroquial, com um ceptro e uma placa de prata como símbolo do Espírito Santo e preside às festas todos os Domingos durante sete semanas depois da Páscoa. No sétimo Domingo do Pentecostes, dia em que o Espírito Santo desceu sobre os Apóstolos, há uma grande festa na cidade.
A distribuição do pão na Festa do Espírito Santo tem a sua origem na dádiva de comida aos pobres pela Rainha Santa Isabel. No último dia das celebrações, o sétimo Domingo depois da Páscoa, é feita uma sopa do Espírito Santo, com carne e legumes que é distribuída com pão a todos os que não pertencem ao império local.
O fulcro das cerimónias é uma pequena capela ou império, utilizada para a distribuição da sopa do Espírito Santo. É aí que a coroa e, a placa e o ceptro estão em exposição no altar. Os ilhéus reúnem-se para a festa, acompanhada por bandas, danças e exibições florais. Em certos locais realiza-se uma tourada à corda.
A Festa do Divino Espírito Santo também se realiza no Continente na Vila de Barrosas no Concelho de Felgueiras Distrito do Porto. Uma cerimónia religiosa centenária. As Festas em Honra ao Divino Espírito Santo recebem visitantes de todas as localidades a Norte de Portugal. Por norma é realizada no Sétima Domingo após a Páscoa. São convidadas bandas de música de vários concelhos. Também se realiza uma Procissão na segunda feira seguinte.